# Kinderpostzegel

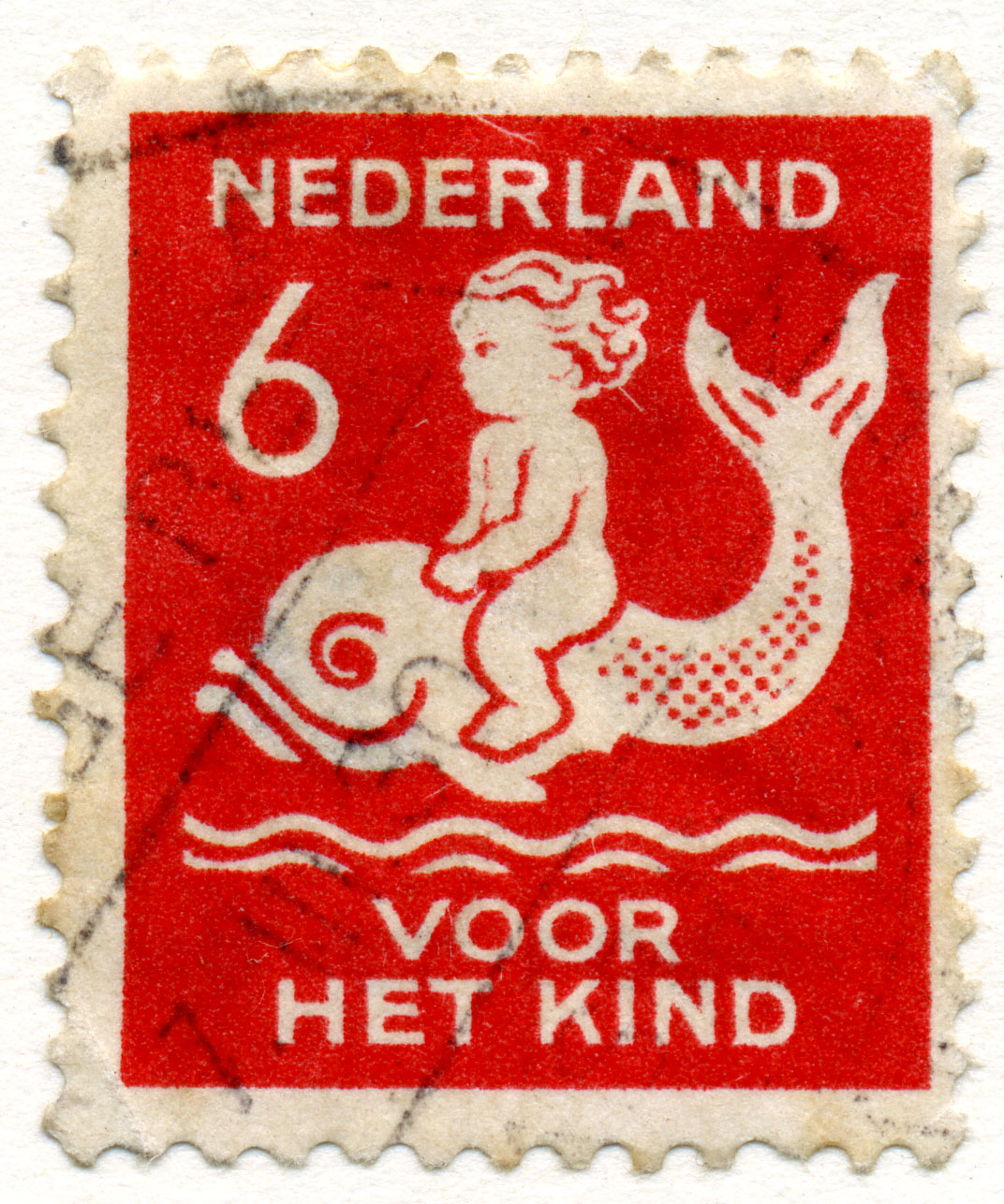
Postzegel 1929 voor het kind 6 cent

Kinderpostzegels zijn postzegels waarvan de toeslag, het bedrag boven op de frankeerwaarde, gebruikt wordt voor projecten die ten goede komen aan de jeugd. Zwitserland had in 1912 de eerste kinderpostzegel waarvan de opbrengst naar Pro Juventute ging.

## Kinderzegels in Nederland

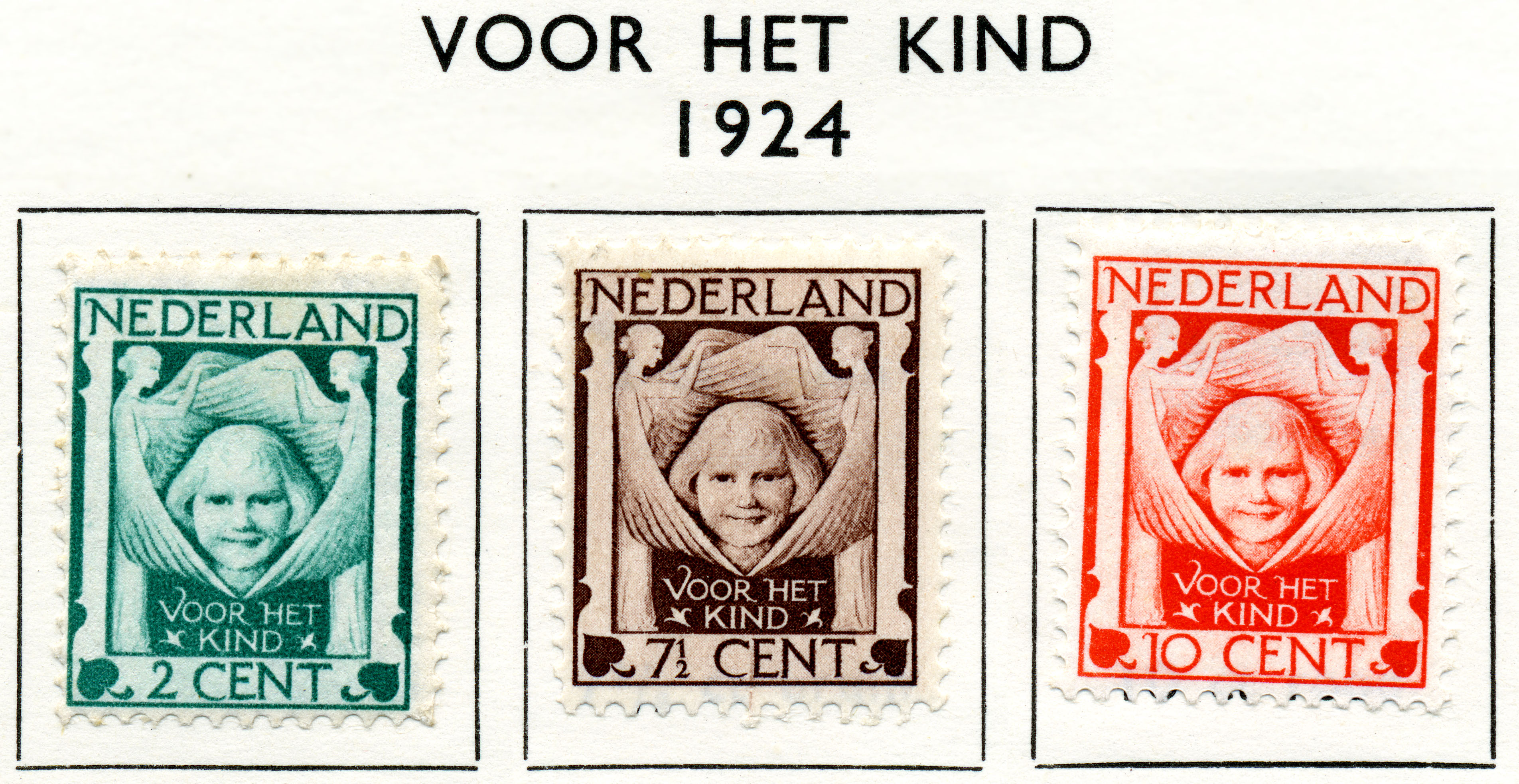
Voor het kind 1924

Nederland was in 1924 het tweede land dat kinderpostzegels ging verkopen. Sindsdien verschijnen er elk jaar kinderpostzegels, uitgezonderd in de oorlogsjaren 1942-1944. Vanaf 1936 werd de toeslag op de zegels vermeld, aanvankelijk in kleine letters onder het zegelbeeld, sinds 1949 in het zegelbeeld.
Elk jaar wordt een nieuwe serie uitgegeven met een ander thema. De verkoop wordt georganiseerd door de Stichting Kinderpostzegels Nederland, die de opbrengst gebruikt om goede doelen te steunen ten bate van het kind. Het thema van de kinderpostzegels wordt jaarlijks in de maand juni bekendgemaakt.

### Verkoop door scholieren
Elk jaar, op de laatste woensdag in september, gaan de kinderen van de basisschool van groep 7 en 8 op pad om kinderpostzegels en andere producten te verkopen. Door de actie leren Nederlandse schoolkinderen iets over te hebben voor kinderen die extra steun nodig hebben. Het motto is dan ook: voor kinderen, door kinderen. De kopers vullen op een bestelformulier in welke producten ze willen kopen. Naast de kinderpostzegels zijn dat briefkaarten, kinderpleisters of usb-sticks. Niets kopen, maar een donatie geven is ook een mogelijkheid.
Kopers van de zegels krijgen een stickertje dat ze op de deur kunnen plakken, om aan te geven dat er al gekocht is. 
Na enkele weken krijgen de klanten hun bestelling per post thuisgestuurd. Voorheen leverden de schoolkinderen de bestelde pakketjes bij hun klanten af. Aanvankelijk werd daarbij contant betaald. Sinds 1992 vullen de kopers van de kinderpostzegels een eenmalige machtiging in of betalen via een acceptgiro. Dit is om de actie veiliger te maken voor zowel de kinderen, die weleens beroofd werden, als de kopers.  De laatste jaren kan ook worden betaald via een QR-code op het bestelformulier van de kinderen, die met de smartphone dient te worden gescand. De betaling wordt dan gedaan in de webshop via iDeal. Hierdoor wordt het bestelproces versneld.
Daarnaast kunnen kopers sinds enkele jaren ook online bij de kinderen bestellen via de Kinderpostzegelactie Online. Zo kunnen ook verre vrienden of familieleden de kinderpostzegels bestellen. De kinderpostzegels, kaarten en andere producten zijn overigens het gehele jaar online verkrijgbaar.
Sinds 2017 kunnen de kinderen ook kinderpostzegels verkopen in bedrijven.

### Verzamelaars
De Nederlandse kinderzegelblokken 1965 – 1970 staan op een door de Fédération Internationale de Philatélie opgestelde lijst van schadelijke uitgiften omdat de toeslag van twee van de vijf zegels hoger was dan de helft van de frankeerwaarde (waardoor verzamelaars onnodig op kosten gejaagd zouden worden).

## Andere landen
Naast Zwitserland en Nederland bestaan er ook in andere landen kinderpostzegels, zoals Duitsland, waar ze Jugendmarken worden genoemd.